# Hippocampus paradoxus
Hippocampus paradoxus es una especie de pez de la familia Syngnathidae en el orden de los Syngnathiformes. La única especie conocida fue capturada en 1995 y permaneció inadvertida en un museo hasta 2006.

## Descripción
Recibió su nombre específico, paradoxus, ya que este caballito de mar es diferente a los otros miembros del género Hippocampus, resultando ser paradójico. Está estrechamente relacionado con otro caballito de mar pigmeo, la especie Hippocampus minotaur y como todos los caballitos de mar, es sexualmente dimórfica. Se teoriza que la bolsa de cría se une en el lado ventral del caballito de mar, cerca de la parte superior de la cola y de la conexión con el pecho. Se piensa esto basándose en su similitud con H. minotaur, pero no se ha confirmado al no haberse recolectado algún espécimen macho.
El único espécimen conocido es una hembra, y tiene una altura vertical de 6,5 cm. Esta especie tiene 8 anillos en el tronco y 11 rayos en la aleta pectoral. Una serie de lóbulos que se asemejan a pequeñas aletas constituyen la mayoría del cuerpo de este pez. Estos lóbulos comienzan cerca de la línea media del tronco del caballo de mar y continúan hasta el final de su cola. El primer lóbulo se asemeja a una pequeña aleta dorsal, pero no es uno. A diferencia de todos los demás miembros de su género, esta especie de caballito de mar carece de una aleta dorsal.
El holotipo presenta una coloración amarillo-crema cubierta de pequeñas manchas marrones. Sin embargo, es posible que su color haya cambiado mientras el cuerpo fue preservado dentro de formaldehído, por lo que el color real de este animal en la naturaleza es desconocido.

## Distribución geográfica
El holotipo fue descubierto al suroeste de Esperance (Australia Occidental, Australia), en la periferia occidental de la Gran Bahía Australiana. Las coordenadas exactas de la recolección de especímenes fueron cerca a 34°12′S 121°32′E / -34.200, 121.533.

## Hábitat
Esta especie fue recogida a una profundidad cercana a 102 m, en la zona bentónica (fondo del océano) y cerca del sustrato (que en este caso era arena). El sitio de recolección estaba lleno de diferentes tipos de briozoos, tales como corales y esponjas. Las aguas en el lugar de recolección son relativamente cálidas.